# Scopula adeptaria
Scopula adeptaria är en fjärilsart som beskrevs av Walker 1861. Scopula adeptaria ingår i släktet Scopula och familjen mätare. Inga underarter finns listade.